# Nœux-les-Mines
Nœux-les-Mines è un comune francese di 12 424 abitanti situato nel dipartimento del Passo di Calais, nella regione Alta Francia.

## Geografia fisica
Nœux-les-Mines è situato a circa 6,4 km a sud di Béthune e 40,2 km a sud-ovest di Lilla, all'incrocio delle strade D937 e D65. Come indicato dal nome stesso della città, in passato vi erano miniere di estrazione del carbone. Con il declino dell'industria mineraria nella zona, Nœux-les-Mines è divenuta una città industriale ed agricola.

## Storia
Nœux-les-Mines venne citata per la prima volta nel IV secolo come Vitri. Fu distrutta nell'882 dai Normanni, prima di essere ricostruita nel X secolo, quando divenne nota come Noewe.
Faceva parte della piccola provincia di La Gohelle, a sua volta parte della provincia di Artois, ed era principalmente un centro agricolo con l'aggiunta di piccole attività accessorie all'agricoltura, come mulini, zuccherifici e fabbriche di birra.
Il nome è stato trasformato da Noewe a Nœux-lez-Béthune nel corso degli anni, ma è diventato Noeux-les-Mines nel 1887, pochi anni dopo la scoperta di giacimenti di carbone nel 1850, quando la popolazione contava solo 1 100 abitanti. Dall'apertura della prima miniera nel 1851 al 1962 il paese conobbe un forte aumento della popolazione. Tutti i pozzi furono chiusi tra il 1956 e il 1968.
Nel 1996, il comune ha trasformato un cumulo di detriti di una delle sue vecchie miniere in una pista da sci artificiale aperta tutto l'anno. All'interno di questo stesso complesso sportivo (Loisinord) vi è un lago navigabile.

## Monumenti e luoghi d'interesse
- Chiesa di San Martino (XIX secolo)
- Cimitero della Commonwealth War Graves Commission
- Museo della miniera di carbone
- Moderna chiesa dedicata a St.Barbe
- Cascina del XVIII secolo
- Mulino-frantoio

## Società

### Evoluzione demografica
Abitanti censiti

### Gemellaggi
- La Clusaz, dal 1996

## Sport

### Calcio
La squadra calcistica cittadina, l'Union Sportive Nœux-les-Mines, gioca nella divisione regionale, ossia nel sesto livello del sistema calcistico nazionale.